# NGC 5398
NGC 5398 (другие обозначения — ESO 384-32, MCG -5-33-37, UGCA 379, AM 1358-324, IRAS13584-3249, PGC 49923) — галактика в созвездии Центавр.
Этот объект входит в число перечисленных в оригинальной редакции «Нового общего каталога».